# Emmaüs Nicopolis
Pour les articles homonymes, voir Emmaüs.

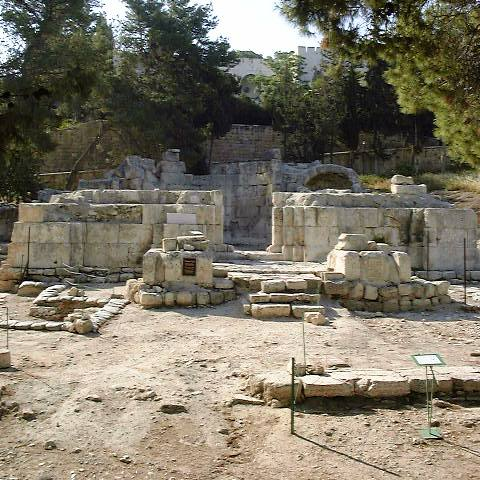
Basilique byzantine d'Emmaüs Nicopolis.

Emmaüs (encore appelée Nicopolis, Nikopolis, Amwas, Imwas) est un site archéologique dans un territoire administré depuis 1967 par Israel, à environ trente kilomètres à l'ouest de Jérusalem, à la frontière entre les monts de Judée et la vallée d'Ayalon, près de l'endroit où la route menant de Jaffa à Jérusalem, se divise en deux : la voie du nord (par Beït-Horon) et celle du sud (par Kiryat-Yéarim). L'importance  de la localité a varié au cours des siècles; du IIIe au VIIe siècle c’était une ville.
Le village arabe d'Amwas fut rasé pendant la guerre des Six Jours (1967). Aujourd'hui, Emmaüs se trouve au carrefour de Latroun entre Jérusalem et Tel-Aviv sur le terrain du parc Canada (en).

## Situation géographique et appellation
Le nom d’Emmaüs provient très probablement du mot hébreu « ḥamāt » (à l'état construit) ou « ḥamāta » en araméen, qui signifie « source chaude ». Emmaüs est mentionné sous ce nom dans le Midrash Zouta sur le Cantique des Cantiques (6:8), dans le Midrash Rabba sur les Lamentations (1:45) et dans le Yalqut Shimoni sur Joël (§537). Ce nom est hellénisé très probablement au cours du IIe siècle av. J.-C. et se retrouve dans la littérature juive ancienne sous diverses formes. On ne connait pas l'origine ethnique de sa population, mais le fait qu'elle appartienne à la Judée à l'époque hellénistique laisse supposer qu'il s'agit d'une ville hellénistique possédant au moins une petite communauté juive.

La position géographique d’Emmaüs est décrite dans le Talmud de Jérusalem

« De Beth-Horon jusqu’à la mer, est-il dit, on ne compte qu’une province, tout le reste y est compris à titre de voisinage. Non, dit rabbi Yohanan, on y trouve bien des montagnes, la plaine et des vallées; de Beth-Horon jusqu’à Emmaüs, c’est la montagne; d’Emmaüs jusqu’à Lod, c’est la plaine; de Lod jusqu’à la mer, c’est la vallée »

— Talmud de Jérusalem, traité Shevi'it 9,2
L’emplacement d’Emmaüs est également indiqué sur les cartes géographiques de l'époque romaine : la Table de Peutinger, selon laquelle Emmaüs se trouve à environ 19 milles (environ 28 km) à l'ouest de Jérusalem, et la carte de Ptolémée selon laquelle cette distance équivaut 20 miles (environ 29,5 km). Ces données sont confirmées par les témoins suivants : plusieurs manuscrits et traductions anciennes de l'Évangile de Luc (en particulier le Codex Sinaiticus), qui indiquent la distance de 160 stades entre Jérusalem et Emmaüs, Eusèbe de Césarée, le pèlerin anonyme de Bordeaux et Saint Jérôme, entre autres.

## Histoire
En raison de sa position stratégique, Emmaüs joue à plusieurs époques un rôle administratif, militaire et économique important. La première mention d’Emmaüs se trouve dans le premier livre des Maccabées (chapitres 3-4) lors de la bataille d'Emmaüs, dans le contexte de la révolte des Maccabées contre les Grecs au IIe siècle av. J.-C..
Pendant l’époque hasmonéenne, Emmaüs devient la localité dominante de la vallée d'Ayalon, et au Ier siècle av. J.-C. elle acquiert le statut de centre administratif régional (centre de la toparchie). Flavius Josèphe mentionne Emmaüs dans ses écrits à plusieurs reprises. Il parle, entre autres, de la destruction d’Emmaüs par les Romains en l’an -4.
La Ve légion de Vespasien y séjourne pendant deux ans, de 68 à 70, avant la prise de Jérusalem. Dévasté par les Romains, Emmaüs se transforma en un petit village, et par la suite il est mentionné en tant que tel dans l'Évangile selon Luc :

« Or, ce même jour, deux d'entre eux se rendaient à un village, nommé Emmaüs, distant de Jérusalem de (cent) soixante stades, et ils parlaient entre eux de tous ces événements. Tandis qu'ils parlaient et discutaient, Jésus lui-même, s'étant approché, se mit à marcher avec eux ; mais leurs yeux étaient empêchés de le reconnaître… Ils approchèrent du village où ils se rendaient, et lui feignit de se rendre plus loin. Mais ils le contraignirent, disant : " Reste avec nous, car on est au soir et déjà le jour est sur son déclin. " Et il entra pour rester avec eux. Or, quand il se fut mis à table avec eux, il prit le pain, dit la bénédiction, puis le rompit et le leur donna. Alors leurs yeux s'ouvrirent, et ils le reconnurent... »

— (Luc, 24,13… 31).
Selon le midrash Kohelet Rabbah, après la mort de Yohanan ben Zakkaï, son disciple Eléazar ben Arakh quitte Yavné et s'installe à Emmaüs.

Après la défaite de Bar-Kokhba et la fin de sa révolte dans la première moitié du IIe siècle, les Romains et les Samaritains s'installent à Emmaüs. Au début du IIIe siècle, l'écrivain et érudit chrétien d’origine romaine Jules l’Africain (Julius Africanus) vivait et œuvrait à Emmaüs. Selon des historiens byzantins (Eusèbe de Césarée, Jérôme de Stridon, Philippe de Side et d'autres), Jules l’Africain était à la tête d'une délégation des habitants de la localité auprès de l'empereur romain Élagabal, à l’issue de laquelle l’empereur octroya à Emmaüs le statut de cité (« polis ») et la nomma « Nicopolis ». Elle porta donc ce nom à la fin de l’époque romaine et pendant toute l’époque byzantine. 

« Emmaüs, d’où était Cleophas mentionné dans l'Évangile de Luc. Aujourd'hui, c’est Nicopolis, une ville célèbre de Palestine »

— Eusèbe de Césarée, Onomasticon 90:15-17 (le texte date de 290-325 ap. J.C.)

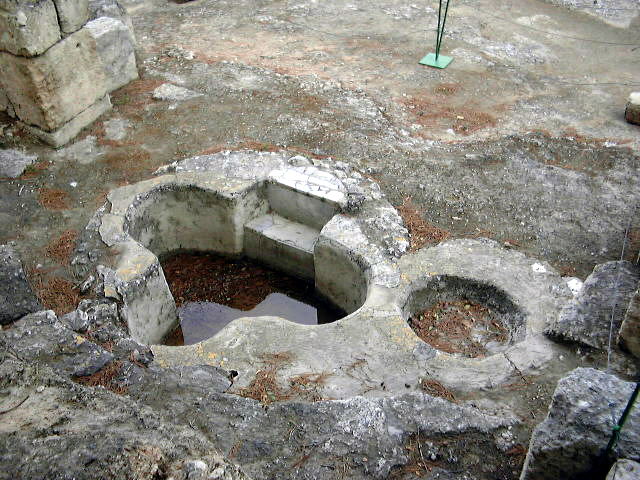
Baptistère byzantin d'Emmaüs Nicopolis.

À l'époque byzantine, Emmaüs Nicopolis devint une grande ville et posséda un évêché. Sur le lieu de l’apparition du Christ ressuscité fut érigé un grand complexe ecclésiastique, qui accueillit des nombreux pèlerins et dont les ruines ont subsisté. Avec la venue des conquérants musulmans (VIIe siècle) Emmaüs retrouva son nom sémitique, en arabe : "Amwas", "Imwas", mais perdit son rôle de centre régional.
Au temps des croisades, Emmaüs connaît de nouveau une présence chrétienne et l’église byzantine est restaurée. Cependant, la mémoire de l’apparition de Jésus à Emmaüs commence à être célébrée par les pèlerins dans d'autres endroits de la Terre Sainte : Ha-Motsa (6 km à l’ouest de Jérusalem), Qoubeïbé (12 km au nord-ouest de Jérusalem), Abou Gosh (12 km à l’ouest de Jérusalem).
Le village arabe d’Amwas est de nouveau identifié comme l'Emmaüs de la Bible et le Nicopolis romano-byzantin, à l’époque moderne, grâce aux travaux des chercheurs Edward Robinson (1838-1852), M.-V.Guérin (1868), Clermont-Ganneau (1874), J.-B. Guillemot (1880-1887), ainsi que grâce à des révélations reçues en mai 1878 par sainte Mariam de Bethlehem (1846-1878), une religieuse du Carmel de Bethléem canonisée en 2015, à qui Jésus lui-même aurait indiqué qu’Amwas était l’Emmaüs de l’Évangile. Le lieu saint d’Emmaüs fut racheté par les carmélites aux musulmans, des fouilles furent réalisées et les pèlerinages chrétiens à Emmaüs-Nicopolis recommencèrent. Le village arabe d’Amwas fut rasé pendant la guerre des Six Jours (1967).

## Archéologie

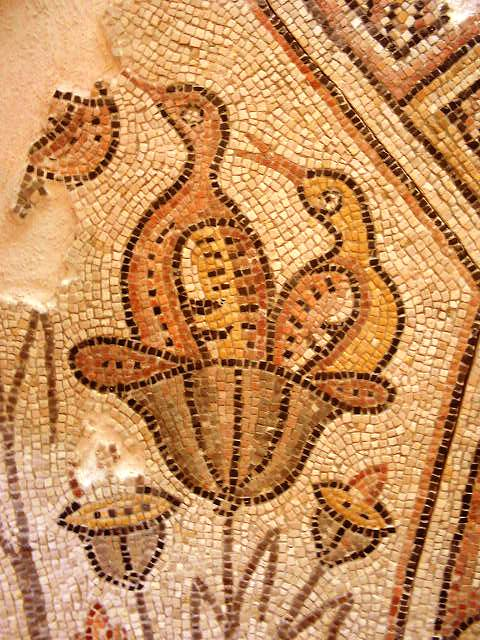
Mosaïque byzantine d'Emmaüs Nicopolis.

Des fouilles archéologiques s’effectuent à Emmaüs à partir de la fin du XIXe siècle : Clermont-Ganneau (1874), J.-B. Guillemot (1883-1887), les moines dominicains L.-H. Vincent et F.-M. Abel (1924-1930), Y. Hirschfeld (1975), M. Gichon (1978), M. Louhivuori, M. Piccirillo, V. Michel, K.-H. Fleckenstein (depuis 1994).
Pendant les fouilles sur le terrain du parc Canada (en), on mit au jour les ruines de fortifications d’Emmaüs de l’époque hasmonéenne, des tombeaux juifs du Ier siècle, des bains romains du IIIe siècle, des pressoirs à huile, des installations hydrauliques, des tombes et de nombreux objets datant de la période romano-byzantine (lampes à huile, vaisselle, bijoux). Le chevet de la basilique byzantine composé de trois absides, le baptistère externe et des mosaïques polychromes furent dégagés, ainsi que les murs de l’église des croisés (XIIe siècle) adossée à l’abside byzantine centrale. Aux alentours on retrouva également des inscriptions en hébreu, samaritain, grec et latin, gravées sur des pierres.

## Emmaüs dans l'Évangile selon saint Luc
La plupart des manuscrits anciens de l'Évangile de Luc qui sont parvenus jusqu'à nous indiquent la distance de 60 stades (environ 12 km) entre Jérusalem et Emmaüs. En même temps, les manuscrits onciaux : א (Codex Sinaiticus), Θ, Ν, Κ, Π, 079 et minuscules : 158, 175, 223, 237, 420, ainsi que les anciens lectionnaires et les anciennes traductions : en latin : certains manuscrits de Vetus Latina, les manuscrits de la Vulgate de haute qualité, en araméen, en géorgien et en arménien, mentionnent la distance de 160 stades (environ 30 km). La version de 60 stades fut choisie à partir du XVIe siècle pour les éditions de la Bible imprimée. Contre la distance de 160 stades on a proposé l’argument de l’impossibilité de parcourir une telle distance en faisant un aller-retour en une seule journée. Il ne faut cependant pas oublier le principe d'interprétation des textes anciens : Lectio difficilior, lectio verior. Des deux versions, c’est la plus difficile qui doit être considérée comme originale, puisque les copistes anciens de la Bible avaient tendance à modifier le texte afin de faciliter sa compréhension, plutôt que l'inverse. Il faut remarquer également qu’il est tout à fait possible de faire un aller-retour à pied entre Jérusalem et Emmaüs-Nicopolis en une seule journée, ce qui a été confirmé plusieurs fois par l'expérience.
Les sources juives anciennes (le premier livre des Maccabées, Flavius Josèphe, le Talmud et le Midrash) ne connaissent qu’une seule localité du nom d’Emmaüs dans la région de Jérusalem, qui est Emmaüs de la vallée d’Ayalon. Ainsi, Flavius Josèphe raconte dans La Guerre des Juifs (4, 8, 1) que Vespasien plaça la Ve légion de Macédoine à Emmaüs. Ces données furent confirmées par les archéologues qui découvrirent les pierres tombales des soldats de cette légion aux environs d’Emmaüs-Nicopolis. On peut donc affirmer avec certitude qu’au Ier siècle apr. J.-C. le village d'Emmaüs existait réellement au bord de la vallée d’Ayalon et que c’est à cette localité que Flavius Josèphe se réfère dans ses écrits. Le village de Ha-Motsa, situé à 6 km (30 stades) de Jérusalem, est mentionné dans les manuscrits médiévaux de la Guerre des Juifs de Flavius Josèphe (7, 6,6) sous le nom d’Ammaous, ce qui est probablement une erreur de copie.
La tradition chrétienne des Pères de l'Eglise et des pèlerins en Terre sainte de l’époque romano-byzantine identifie unanimement Emmaüs Nicopolis avec l'Emmaüs de l'Évangile de Luc : Origène, Eusèbe de Césarée, Jérôme de Stridon, Hésychios de Jérusalem, Théophane le Confesseur, Sozomène, Théodose, etc.
En 1878, sainte Mariam de Bethlehem (Mariam Bawardi) reçut une révélation dans laquelle Jésus lui indiqua Amwas comme le véritable Emmaüs de l’Évangile, à la suite de quoi le lieu saint fut racheté par les carmélites aux musulmans.
Emmaüs-Nicopolis préserva au long des siècles son ancien nom d’Emmaüs («Amwas »), et au long des siècles persista la tradition chrétienne qui vénère ce lieu comme étant l'un des endroits où Jésus ressuscité est apparu.